# 許丙
許丙（1891年12月28日—1963年5月18日），字芷英，幼名亞丙，號大山，生於臺灣臺北淡水（今新北市淡水區），曾任板橋林家林本源總事務所庶務長、臺北州協議會議員、臺灣總督府評議員、日本貴族院議員、永昌產業代表者、華南銀行監察役、臺灣興業信託監察役、唐荣铁工厂顾问、臺灣青果公司顾问、许氏宗親會會长。

## 簡介
其父許松麟，曾務農，後於淡水港做通譯，在許丙8歲時去世。
淡水公學校畢業，1907年就讀臺灣總督府國語學校，1911年畢業。精通日文，進入林本源總事務所任職，為林氏開創了許多商機。獲得林熊徵青睞，又協助板橋林家弟兄分產得宜，1916年升任林本源總事務所第一房庶務長，與總督、日本內閣上層官員友好，協助林家成立華南銀行。1918年被選為淡水信用組合理事。1919年10月擔任臺灣興業信託監察役。
不但為林家牟利，他自己也投資滿洲國、朝鲜半島的矿業與房地產，因而致富。
許丙與臺灣總督田健治郎、民政長官下村海南等都有交情。而後由於與日本上流社會的關係良好，政治上也飛黃騰達，原為臺北市協議會議員，1927年10月改臺北州協議會議員，又任臺灣總督府評議員。1945年4月獲選為貴族院議員。
二次大戰日本投降以後，國民政府接收臺灣。1947年，涉入謀議台灣獨立案，被國民政府指控，與臺灣總督安藤利吉密謀臺獨，經臺灣軍事法庭以漢奸罪名判刑。出獄後，擔任臺灣省政府顾问委員，因反對三七五減租和耕者有其田政策等政府政策，長期遭到國民政府特務監視。晚年担任中日文化经济协会顾问，积极促进臺、日合作。
熱心佛教，篤信清水祖師。曾任臺湾佛教道友会会长，也捐助過淡水祖師廟。
1963年因腦溢血，病逝台北市台大醫院。

## 家庭
其妻葉白，兩人生下五男五女。長子許伯埏、長女許碧霞，四子許敏惠。
長女許碧霞，與基隆顏家顏雲年之子顏德修結婚。
次女許碧瑜，嫁給樹林望族黃純青之第四子，醫師黃當時。外孫黃崇仁創辦力晶集團、力積電。
長子許伯埏，與楊天賦之女楊素娥結婚。兩人生下音樂家許博允。
四子許敏惠，生子許博偉，媳陳守山之女陳安瀾，孫許元禎，孫媳吳東進之女吳欣儒。
五子許敏欣，與新竹鄭家鄭靜吟結婚。
外孫女是作家陳弘美。另一外孫女許瑛子為作詞家，現居日本。

## 著作
- 許丙、許伯埏手稿，李柏亨翻譯，許玉暄監修，《實業家的二林：林本源製糖關係事件》，台北市：蒼璧出版，2021年。ISBN 9789869972758

## 資料來源
《淡水鎮志》，鄉賢